# Valentin Iuliano
Valentin Iuliano (Brașov, 14 febbraio 1954) è un artista ed ex politico rumeno.
È stato il primo parlamentare della minoranza italo-romena eletto nel parlamento della Romania dopo la caduta del comunismo.

## Carriera artistica
L'arte di Valentin è influenzata dalla scuola tedesca del Bauhaus e dalla corrente artistica della Romania negli anni 1980, caratterizzata da rigore e chiarezza compositiva. L'influenza del lato lirico dell'espressionismo è presente anche nella sua arte insieme al simbolismo astratto.
Ha studiato Belle Arti presso lo studio della Professoressa Alexa Ghetie, presso la scuola di belle arti di Brasov e in seguito fu allievo di Kaspar Teutsch per più di dieci anni. Nella sua carriera artistica ha partecipato a numerose mostre nazionali ed internazionali a Parigi, Roma, Hong Kong, Bucarest, Giappone e Dubai.
Oltre ai dipinti, ha realizzato lavori di interior design e arredamento, creando anche gioielli in argento. Nella sua città natale ha contribuito a restaurare e ricostruire il vecchio museo della civilizzazione urbana della Transilvania, la casa-memoriale Mureseanu e la casa-museo del poeta Stefan Baciu. Ha inoltre realizzato le illustrazioni di un libro di testo in lingua tedesca utilizzato nelle scuole pubbliche in Romania.
La sua arte è incentrata sul tema della natura e dei paesaggi, dove ha sperimentato colore e luce. Inoltre, ispirato dalla pittura italiana del Quattrocento, le sue composizioni sono caratterizzate da una costruzione astratta. Le sue opere sono state recensite da importanti pubblicazioni internazionali del settore, come Panorama Magazine (1995), Art Magazine (1987), Art Diary (2002) e Habitat Design (2005).

## Carriera politica
Eletto alla Camera dei deputati rumena nella legislatura 1992-1996, in rappresentanza delle minoranze italiane del distretto di Brașov, ha fatto parte del Comitato di politica estera, oltre ad essere membro della delegazione del parlamento della Romania all'Assemblea parlamentare del Consiglio d'Europa e presidente del gruppo parlamentare dell'amicizia con la Repubblica portoghese.